# Raymond de Bianya
Raymond de Bianya (en catalan, Ramon de Bianya) est le nom admis par la plupart des historiens pour désigner un atelier de sculpteurs actif en Roussillon (département des Pyrénées-Orientales) pendant les premières décennie du XIIIe siècle. L'œuvre principale qui lui est attribuée est le portail de Saint-Jean-le-Vieux de Perpignan.

## Dénomination de l'atelier
La dénomination Raymond de Bianya se base sur deux gisants encastrés dans le cloître d'Elne, où deux inscriptions mentionnent « R. DE BIA ». Le premier gisant, évêque non identifié, lit « R. F. HAEC OPERA D BIA », qui pourrait être transcrite en « R[AIMONDUS] F[ECIT] HAEC OPERA D[E] BIA » en latin, soit « R. de Bia fit ces œuvres » en français. L'autre statue, identifiée comme le gisant de F. du Soler, lit « Raymond de Bianya me fit et je serai statue ».

Une autre interprétations du nom est Raymond (ou Ramon) de Via, un village de Cerdagne inclus dans la commune de  Font-Romeu-Odeillo-Via.

## Style de l'atelier
Les œuvres attribuées à l'atelier sont toutes sculptées dans le marbre, et le traitement des figures est plutôt conventionnel : corps entièrement recouverts par des étoffes, rigidité des visages. L'originalité de Raymond de Bianya réside dans le traitement des plis des étoffes : ils sont toujours organisés en réseaux obliques convergeant vers le centre des figures, brisant leur rigidité et leur verticalité.

## Œuvres attribuées à l'atelier
Plusieurs œuvres, principalement funéraires, sont attribuées à Raymond de Bianya.
- Le portail de Saint-Jean-le-Vieux de Perpignan, en marbre et à clef centrale pendante représentant le Christ[5].
- Les deux gisants du cloître d'Elne, portant les inscriptions permettant d'identifier l'atelier[4].
- Un autre bas-relief du cloître d'Elne, scellé dans le mur de la galerie méridionale, représentant la Résurrection du Christ, est attribuable, selon Marcel Durliat, au sculpteur[4].
- Un bas-relief encastré au-dessus de la porte de l'église Saint-Jacques de Canet-en-Roussillon, représentant l'âme d'un défunt montant au ciel, portée par deux anges dans un linceul[6] et qui proviendrait soit de l'ancienne église Saint-Jacques, détruite sur ordre du roi d'Aragon[7], soit de l'église Saint-Martin du Château, aujourd'hui ruinée[8].
- Une plaque funéraire encastrée dans la façade occidentale de l'abbatiale de l'abbaye de Saint-Génis-des-Fontaines[4].
- Le monument funéraire de Guillaume Gaucelme, encastré au-dessus de la Sainte-Tombe, dans la cour précédant la façade orientale de l'abbatiale de l'ancienne abbaye Sainte-Marie d'Arles-sur-Tech[9],[4].

## Photographies

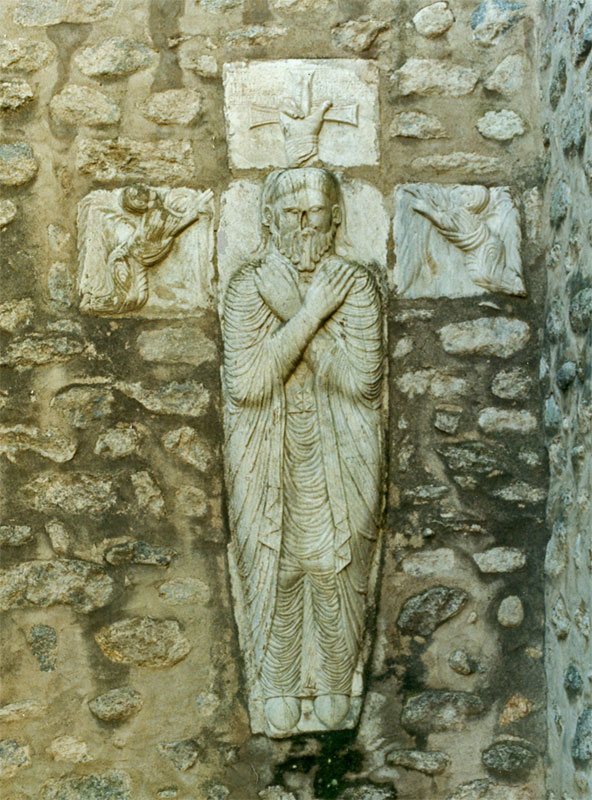
Monument funéraire de Guillaume Gaucelme (Arles-sur-Tech)
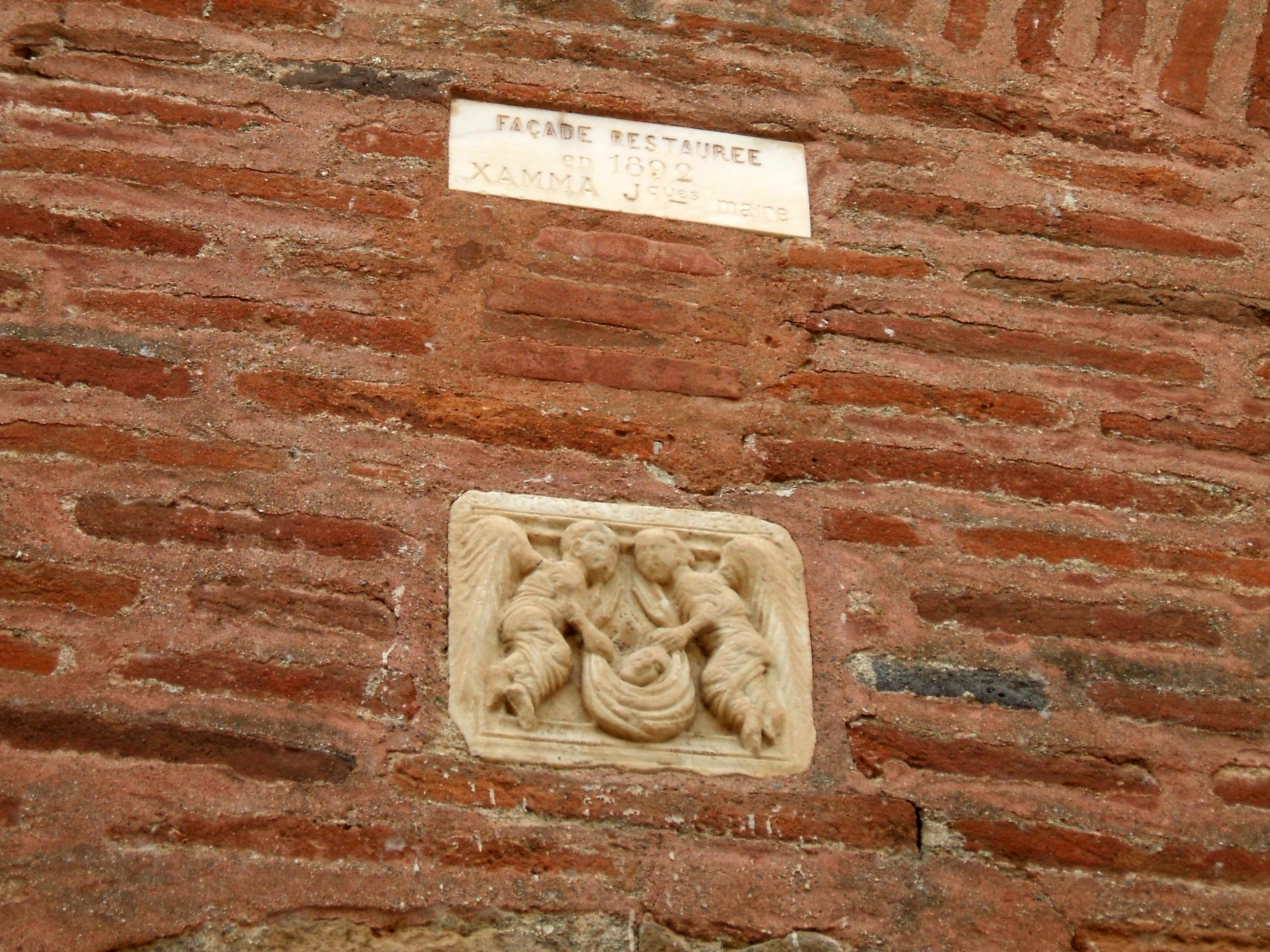
Bas-relief au-dessus de la porte d'entrée de l'église Saint-Jacques (Canet-en-Roussillon)
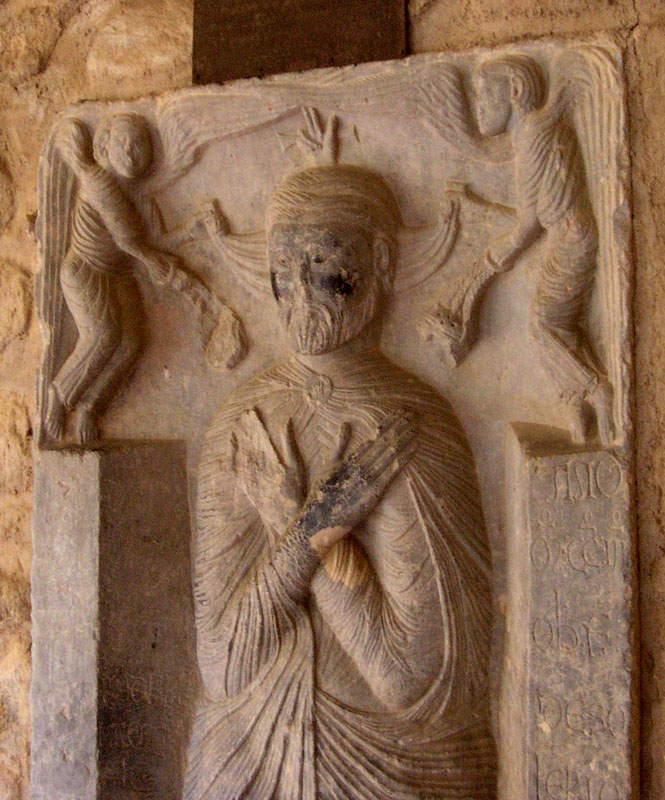
Gisant de F. de Soler (Elne)
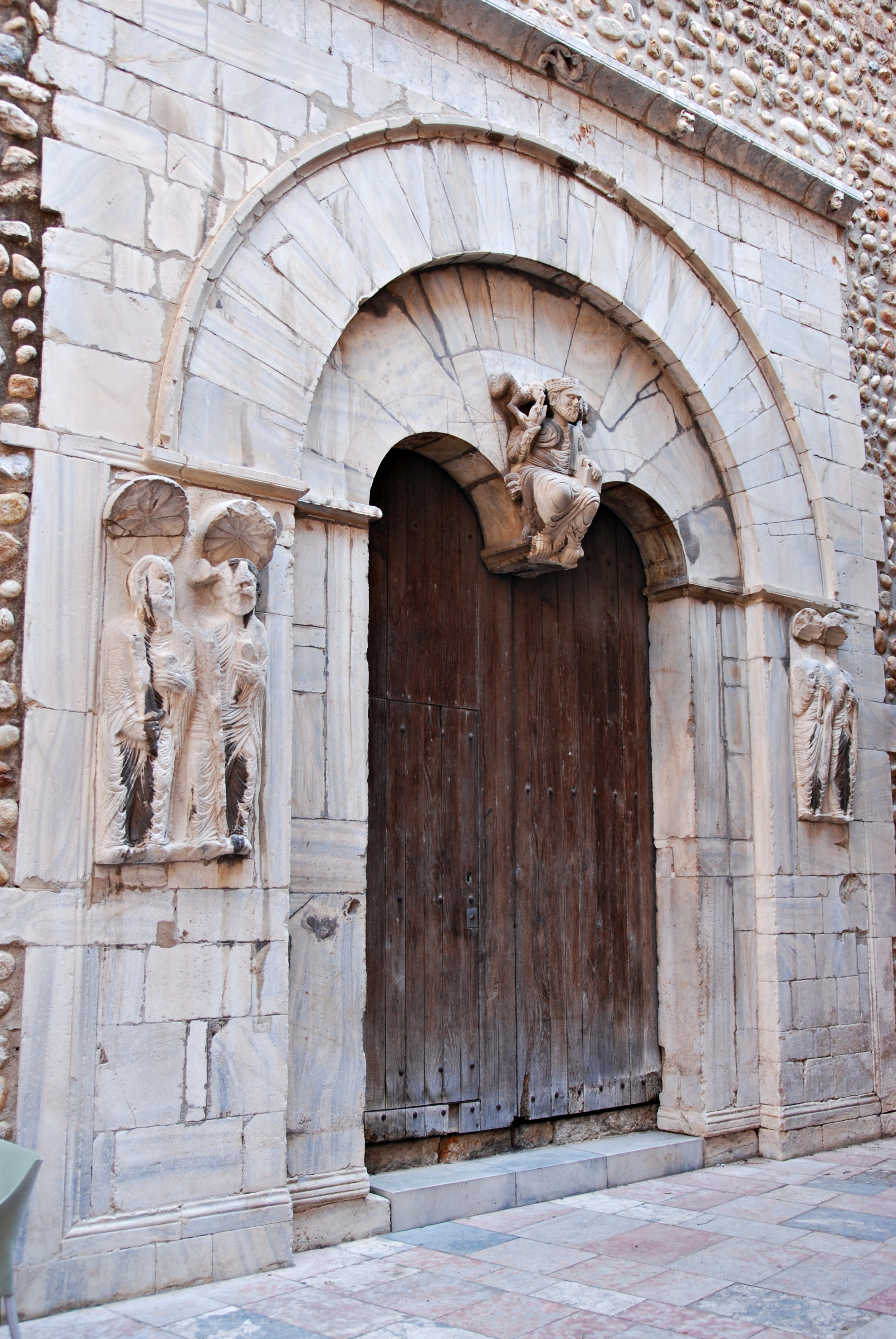
Portail de Saint-Jean-le-Vieux (Perpignan)
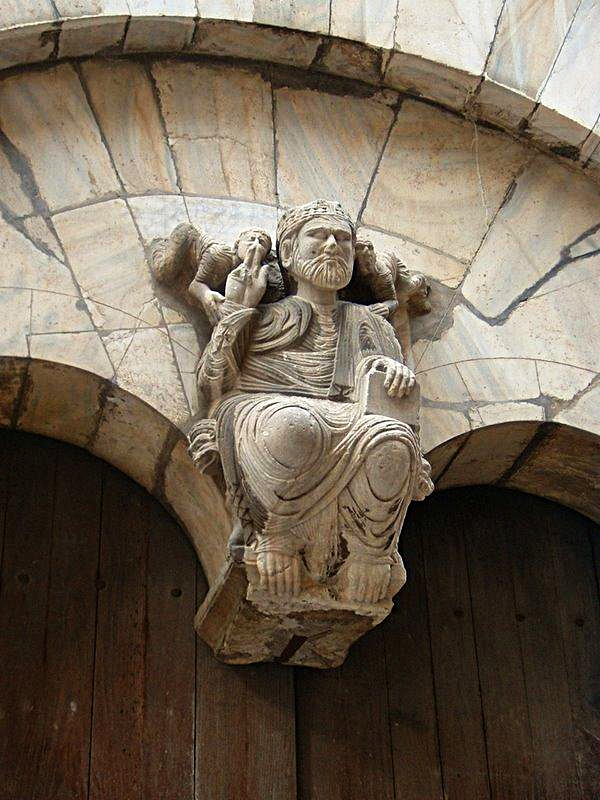
Christ du portail de Saint-Jean-le-Vieux (Perpignan)